# Yamato Takeru

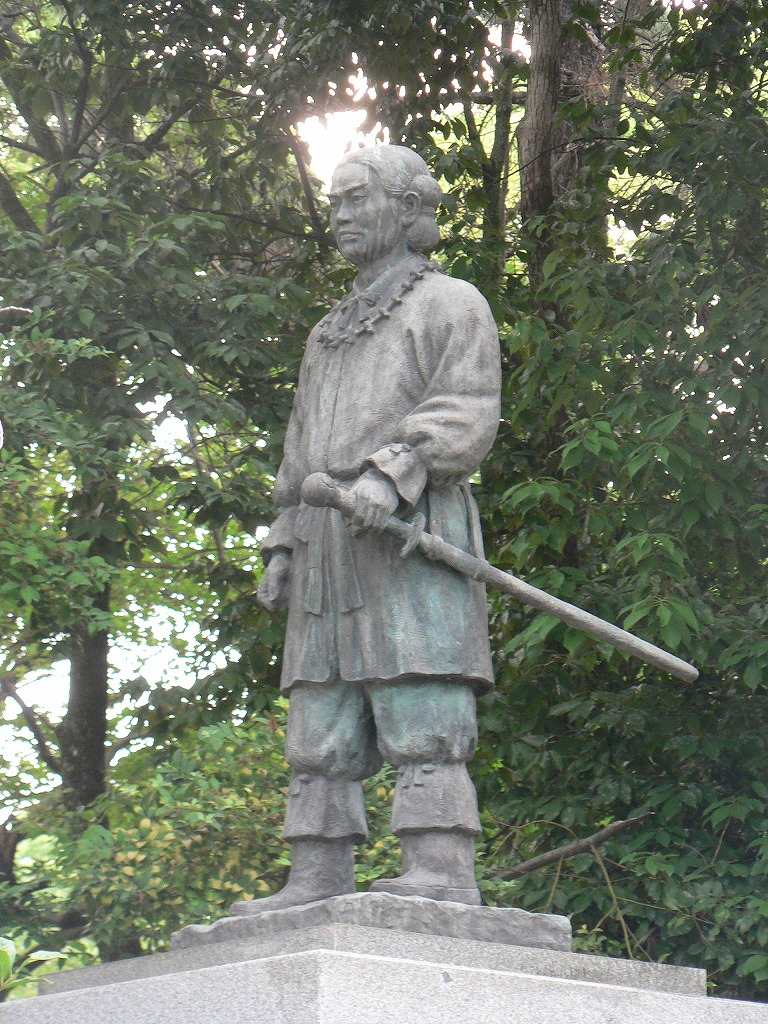
Bronsstay av Yamato Takeru i Osaka

Yamato Takeru är en populär hjälte i japansk mytologi.
Takeru var av kejserlig börd och på sina äventyr brukade han återställa den ordning som gått förlorad. När han dog förvandlades hans själ till en vit fågel.
- Wikimedia Commons har media som rör Yamato Takeru.